# 1714
1714 (MDCCXIV) byl rok, který dle gregoriánského kalendáře započal pondělím.

## Události
- 7. března – Francie a Rakousko uzavřeli Rastattský mír. Vzniklo Rakouské Nizozemí.
- 1. srpna – Po 12 letech vlády zemřela anglická královna Anna Stuartovna a na trůn nastoupil Jiří I.
- 7. srpna – Ruské námořnictvo zvítězilo nad švédským v bitvě Gangutu.
- 20. října – Král Jiří I. byl korunován ve Westminsterském opatství.
- Ahmed Bej nastolil v Tripolisu dynastii Karamánliů.
- Probíhala válka mezi Francouzi a Indiány v Nové Francii (do roku 1716).
- Arménský obchodník Georgius Deodatus otevřel v domě U zlatého hada první kavárnu v Praze.

### Probíhající události
- 1700–1721 – Severní válka
- 1701–1714 – Válka o španělské dědictví

## Vědy a umění
- 7. ledna – Anglický inženýr Henry Mill získal patent na psací stroj.
- Německý fyzik Gabriel Fahrenheit zkonstruoval rtuťový teploměr a navrhl vlastní stupnici.

## Narození

### Česko
- 17. března – Maxmilián z Hamiltonu, olomoucký biskup († 31. října 1776)
- 30. srpna – Jan Jiří Benda, houslista a hudební skladatel († 1752)
- neznámé datum
  - Václav Haan, skladatel († 22. května 1765)
  - Benedikt Stöber, jezuitský kněz († 8. května 1787)
  - Edmund Pascha, slovenský kazatel, varhaník a hudební skladatel († 6. května 1772)

### Svět

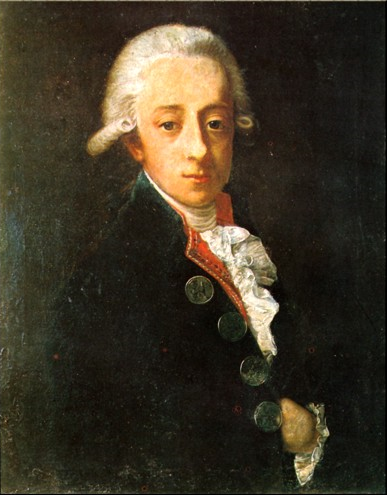
Mikuláš I. Josef Esterházy z Galanty (* 18. prosince)

- 22. ledna – Louis-Georges de Bréquigny, francouzský historik († 3. července 1795)
- 8. března – Carl Philipp Emanuel Bach, německý cembalista a skladatel († 14. prosince 1788)
- 8. dubna – Zeynep Sultan, osmanská princezna a dcera sultána Ahmeda III. († 25. března 1774)
- 13. května –  Felipe González Ahedo, španělský mořeplavec a kartograf († 26. října 1802)
- 17. května – Anna Šarlota Lotrinská, abatyše z Remiremontu, Monsu a Essenu († 7. listopadu 1773)
- 19. května – Alexius Cörver, slovenský teolog, filozof a matematik († 4. června 1747)
- 6. června – Josef I. Portugalský, portugalský král († 24. února 1777)
- 2. června – Christoph Willibald Gluck, německý hudební skladatel a reformátor opery († 15. listopadu 1787)
- 17. července – Alexander Gottlieb Baumgarten, německý osvícenský filozof († 27. května 1762)
- 1. srpna – Richard Wilson, velšský malíř († 15. května 1782)
- 14. srpna – Claude Joseph Vernet, francouzský malíř († 3. prosince 1789)
- 10. září – Niccolò Jommelli, italský hudební skladatel († 25. srpna 1774)
- 14. října – Cristoforo Antonio Migazzi, rakouský arcibiskup a kardinál († 14. dubna 1803)
- 17. října – Josef Petrasch, český učenec a básník († 15. května 1772)
- 18. prosince – Filipína Alžběta Orleánská, francouzská princezna († 21. května 1734)
- neznámé datum – Fjalla-Eyvindur, islandský bandita a národní hrdina († 1783)

## Úmrtí

### Česko
- 22. ledna – Bernard Wancke, opat Klášterního Hradiska u Olomouce (* 24. října 1651)
- 24. července – Jiří Adam II. Bořita z Martinic, šlechtic z rodu Martiniců, císařský tajný rada (* 1645)
- 2. prosince – Tobiáš Hübner, kanovník katedrální kapituly u sv. Štěpána v Litoměřicích (* 1647)

### Svět

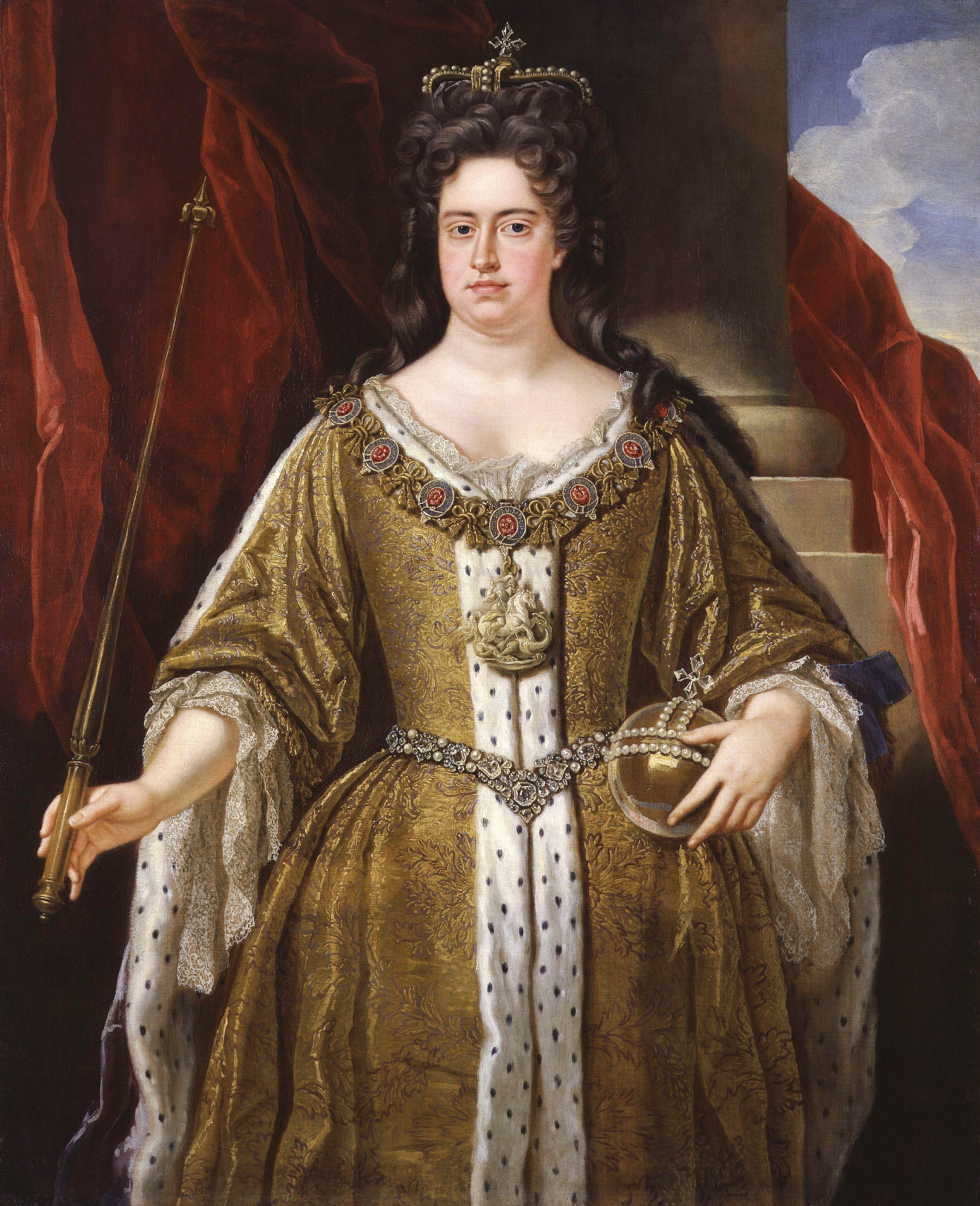
Anna Stuartovna († 1. srpna)

- 10. února – Jean de Lamberville, francouzský misionář (* 27. prosince 1633)
- 14. února – Marie Luisa Savojská, španělská královna (* 17. září 1688)
- 21. února – Evžen Alexandr František Thurn-Taxis, první kníže Thurn-Taxis a generální poštmistr císařské pošty (* ?)
- 27. března – Šarlota Amálie Hesensko-Kasselská, norská a dánská královna, manželka krále Kristiána V. (* 27. dubna 1650)
- 8. června – Žofie Hannoverská, falcká princezna a hannoverská kurfiřtka, matka Jiřího I., krále Velké Británie a Irska (* 14. října 1630)
- 22. června – Matthew Henry, anglický teolog (* 18. října 1662)
- 28. června – Daniel Papebroch, belgický jezuitský historik (* 17. března 1628)
- 1. srpna – Anna Stuartovna, panovnice Anglie, Skotska a Irska (* 6. února 1665)
- 6. září – Alessandro Marchetti, italský matematik a spisovatel (* 17. března 1633)
- 6. října – Matteo Noris, italský básník a operní libretista (* ? 1640)
- neznámé datum – David ben Solomon Altaras, italský rabín (* 1675)

## Hlavy států

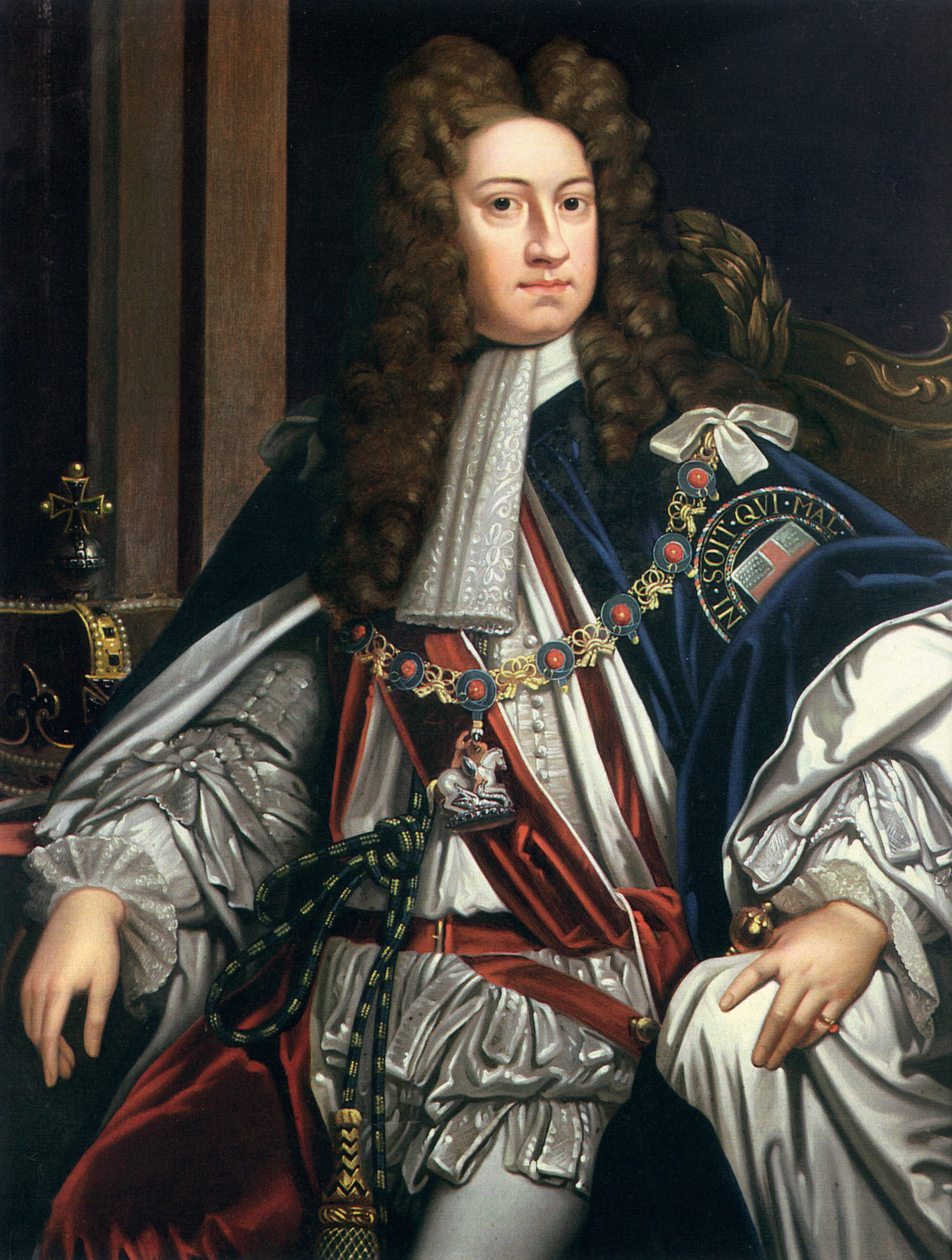
Anglickým králem se stal Jiří I.

- Dánsko-Norsko – Frederik IV. (1699–1730)
- Francie – Ludvík XIV. (1643–1715)
- Habsburská monarchie – Karel VI. (1711–1740)
- Osmanská říše – Ahmed III. (1703–1730)
- Polsko – August II. (1709–1733)
- Portugalsko – Jan V. (1706–1750)
- Prusko – Fridrich Vilém I. (1713–1740)
- Rusko – Petr I. (1682–1725)
- Španělsko – Filip V. (1700–1724)
- Švédsko – Karel XII. (1697–1718)
- Velká Británie – Anna Stuartovna (1702–1714) / Jiří I. (1714–1727)
- Papež – Klement XI. (1700–1721)
- Japonsko – Nakamikado (1709–1735)
- Perská říše – Husajn Šáh (1694–1722)